# معادله کپلر
در مکانیک مداری معادله کپلر ویژگی های هندسی مدار جسمی را که تحت نیروی مرکزگرا حرکت می کند را به هم مرتبط می کند.
این معادله توسط یوهانس کپلر در ۱۶۰۹ میلادی ایجاد شد و در فصل ۶۰ کتابش Astronomia nova و در کتاب پنجم خلاصه نجوم کوپرنیکی کپلر یک راه حل تکراری برای این مسئله پیشنهاد کرد. اما این معادله و حل آن اولین بار در اثر قرن ۹ میلادی مروزی در رابطه با اختلاف منظر ظاهر شد. این معادله نقش مهمی در تاریخ ریاضیات و فیزیک به ویژه مکانیک سماوی ایفا می کند.

## معادله
معادله کپلر عبارت است از:
{\displaystyle M=E-e\sin E}
جائیکه {\displaystyle M} آنومالی میانگین و {\displaystyle E} آنومالی خروج از مرکزی و {\displaystyle e} خروج از مرکز مداری است.
با دانستن خروج از مرکز مداری و آنومالی واقعی می توان آنومالی خروج از مرکزی را به دست آورد و در معادله کپلر استفاده کرد:
{\displaystyle tan{\frac {E}{2}}={\sqrt {\frac {1-e}{1+e}}}tan{\frac {\theta }{2}}}
جائیکه {\displaystyle \theta } آنومالی واقعی است.

## جستار های وابسته
- قوانین کپلر
- آنومالی متوسط
- آنومالی واقعی
- آنومالی خروج از مرکزی